# World Arabian Horse Organization
Die World Arabian Horse Organization – kurz WAHO – ist die Weltorganisation für die Bewahrung, Verbesserung und Aufrechterhaltung der Arabischen Pferderassen. Der Hauptsitz befindet sich auf einer Farm in Forthampton in der englischen Grafschaft Gloucestershire.
Nach Prüfung der nationalen Zuchtbücher und Zuchtverordnungen akzeptiert die WAHO pro Land eine nationale Organisation, die die Interessen der WAHO vertritt.

## Mitglieder
| Ägypten                                          | Egyptian Agricultural Organization                                         |
| Algerien                                         | Office National De Developpement Des Elevages Equinss (O.N.D.E.E.)         |
| Argentinien                                      | Stud Book Argentino                                                        |
| Aserbaidschan                                    | Azerbaijan Arabian Horses Club                                             |
| Australien                                       | The Arabian Horse Society of Australia, Ltd.                               |
| Bahrain                                          | Royal Arabian Stud of Bahrain                                              |
| Belgien                                          | Belgisch Arabisch Paardenstamboek                                          |
| Belize                                           | Belize Arabian Stud Book                                                   |
| Brasilien Paraguay Bolivien                      | Associacao Brasileira Dos Criadores Do Cavalo Arabe                        |
| Bulgarien                                        | Executive Agency for Selection & Reproduction in Animal Breeding           |
| Chile Peru                                       | Sociedad de Fomento Agricola de Temuco                                     |
| Dänemark                                         | Dansk Selskab for Arabisk Hesteavl                                         |
| Deutschland Luxemburg                            | Verband der Züchter und Freunde des Arabischen Pferdes (VZAP)              |
| Finnland                                         | Finnish Arab Horse Society                                                 |
| Frankreich                                       | Stud Book Francais du Cheval Arabe                                         |
| Vereinigtes Königreich Irland Malta Griechenland | The Arab Horse Society                                                     |
| Irak                                             | Registrar, Iraqi Arabian Horse Organization                                |
| Iran                                             | Equestrian Federation of Islamic Republic of Iran                          |
| Israel                                           | Israel Arab Horse Registry                                                 |
| Italien                                          | Associazione Nazionale Italiana Cavallo Arabo (ANICA)                      |
| Jordanien                                        | Registrar Royal Jordanian Stud Book Authority                              |
| Kanada                                           | Canadian Arabian Horse Registry                                            |
| Kasachstan                                       | Arabian Horse Society of Kazakhstan                                        |
| Katar                                            | Qatar Arabian Horse Registry                                               |
| Kolumbien                                        | Asociación Colombiana de Criadores de Caballos Arabes                      |
| Kuwait                                           | Kuwait Arabian Horse Registry, Hunting & Equestrian Club                   |
| Libanon                                          | S.P.A.R.C.A.                                                               |
| Libyen                                           | Libyan Arabian Horse Breeders Society                                      |
| Litauen                                          | Lithuanian Horse Breeders Association                                      |
| Marokko                                          | Ministere de l’Agriculture; Direction De L’Elevage                         |
| Namibia                                          | Arab Horse Breeders Society of Namibia                                     |
| Neuseeland                                       | New Zealand Arab Horse Breeders Society Inc.                               |
| Niederlande                                      | Arabische VolboedpaardenStamboek in Nederland                              |
| Norwegen                                         | Norwegian Arab Horse Society                                               |
| Österreich                                       | Verband der Vollblutaraber-Züchter Österreich                              |
| Oman                                             | The Royal Cavalry                                                          |
| Pakistan                                         | Pakistan Arabian Horse Society                                             |
| Polen                                            | Polish Arabian Stud Book (PASB)                                            |
| Portugal                                         | Associacao Portuguesa de Criadores de Racas Selectas                       |
| Rumänien                                         | Romsilva Dept. of Horse Breeding, Exploitation & Improvement (DHBEA) Bd.   |
| Russland                                         | Russian Arabian Stud Book, All-Russia Research Institute of Horse Breeding |
| Saudi-Arabien                                    | King Abdul Aziz Arabian Horse Center                                       |
| Schweden                                         | Swedish Arab Horse Registry (SAHR)                                         |
| Schweiz                                          | Schweizer Zuchtgenossenschaft für Arabische Pferde (SZAP)                  |
| Simbabwe                                         | Arab Horse Society of Zimbabwe                                             |
| Slowakei                                         | Narodny Zrebcin Topolcianky                                                |
| Slowenien                                        | Slovenian Arabian Stud Book Authority                                      |
| Spanien                                          | Fondo de Explotacion de los Servicios de Cria Caballar y Remonta (FESCCR)  |
| Südafrika                                        | The Arab Horse Society of South Africa                                     |
| Syrien                                           | Arabian Horse Office, Ministry of Agriculture & Agrarian Reform (MAAR)     |
| Tschechien                                       | Association Purebred Arabian Horses – ACHPAK                               |
| Tunesien                                         | Association Fondation Nationale D'Amelioration                             |
| Türkei                                           | Turkish Arabian Horse Registry                                             |
| Ungarn                                           | Society of Hungarian Arabian Horse Breeders                                |
| Uruguay                                          | Sociedad Criadores de Caballos Arabes                                      |
| Venezuela                                        | ASOARABE                                                                   |
| Vereinigte Arabische Emirate                     | Emirates Arabian Horse Society                                             |
| Vereinigte Staaten Mexiko Panama                 | The Purebred Arabian Horse Registry                                        |

## Anwärter auf die Mitgliedschaft
| Ecuador  | Asociación de Criadores de Caballos Árabes del Ecuador (ACCAE) |
| Estland  | Arab Horse Stud Book                                           |
| Japan    | Japan Race Horse Registry                                      |
| Kroatien | Croatian Livestock Centre Department for Horse Breeding        |
| Kuba     | Comandante de la Revolucion                                    |
| Panama   | Panama Arabian Stud Book Authority bisher bei den USA          |

Stand: 3. Juli 2007